# 老铁山水道
老铁山水道是渤海海峡的组成部分，位于海峡北部，沟通渤海与黄海，是外海船舶进出天津港、秦皇岛港、营口港三个位于中国北方的重要港口及环渤海地区的重要水道。
老铁山水道北起老铁山的西角，南到到北隍城岛，宽22海里，水深一般为50～60米。最深83米。该水道海水湍急，最大达260厘米/秒；偏北风风力常常达到6-8级；3至8月份多雾。航运条件复杂，海上交通事故时有发生。2006年6月，中华人民共和国海事局颁布《老铁山水道船舶定线制》和《老铁山水道船舶报告制》文件，对进出水道船舶实施航运管理。

## 参阅
- 渤海
- 渤海海峡
- 黄海

Template:中国海峡